# Yuan Shu-chi
Yuan Shu-chi (chinesisch 袁叔琪; * 9. November 1984) ist eine ehemalige taiwanische Bogenschützin.

## Karriere
Yuan Shu-chi begann 2001 mit dem Bogenschießen und nahm bei den Asienspielen 2002 in Busan teil. Dort gewann sie Silber mit der Mannschaft und Gold im Einzel. 2004 nahm sie an den Olympischen Sommerspielen in Athen teil. Im Einzel konnte sie bis ins Halbfinale vordringen, dort unterlag sie schließlich der Südkoreanerin Lee Sung-jin mit 98:104. Im Wettkampf um Bronze unterlag sie der Britin Alison Williamson mit einem Punkt Differenz. Im Mannschaftswettkampf hingegen gelang es ihr, zusammen mit Wu Hui-ju und Chen Li-ju die Bronzemedaille zu gewinnen.
Bei ihrer zweiten Olympiateilnahme in Peking 2008 schied sie im Einzel in der zweiten Runde gegen die spätere Olympiasiegerin Zhang Juanjuan aus. Auch im Mannschaftswettkampf blieb sie ohne Medaille und belegte mit ihren Mannschaftskameradinnen den neunten Rang.